# SINGER FOR SINGER
『SINGER FOR SINGER』（シンガー・フォー・シンガー）は、MISIAのメジャー6枚目のアルバムである。各アーティストが楽曲を提供したコンセプト・アルバムとなっている。この作品よりエイベックスの方針変更によりCCCDが解除されている。ただしレンタル版は引き続きCCCDである。

## 制作
本作はプロデューサーの勧めに加え、MISIAがクラブ、ホール、アリーナ、ドームと様々な場所でのライブを経験した上で、さらに深く歌と接してみたいと思う気持ちから制作された。比嘉栄昇とはスケジュールの都合立ち合いができなかったが、それ以外の楽曲提供アーティストとは制作前やレコーディング時などに実際に立ち会っている。

## 収録曲
| #         | タイトル                   | 作詞                 | 作曲       | 編曲             | 時間  |
| --------- | -------------------------- | -------------------- | ---------- | ---------------- | ----- |
| 1.        | 「Let It Smile」           | MISIA                | 久保田利伸 | 重実徹           | 5:35  |
| 2.        | 「星空の片隅で」           | 藤井フミヤ           | 藤井フミヤ | 鈴木健治         | 5:39  |
| 3.        | 「冬のエトランジェ」       | TAKURO（GLAY）       | TAKURO     | 重実徹・鷺巣詩郎 | 4:24  |
| 4.        | 「Mama Says」              | CHARA                | CHARA      | 鈴木健治         | 4:35  |
| 5.        | 「君だけがいない世界」     | 宮沢和史（THE BOOM） | 宮沢和史   | 重実徹           | 4:01  |
| 6.        | 「Birthday Cake」          | 比嘉栄昇（BEGIN）    | 比嘉栄昇   | 鈴木健治         | 4:58  |
| 7.        | 「虹のラララ」             | MISIA                | 玉置浩二   | 鈴木健治         | 4:24  |
| 8.        | 「風のない朝 星のない夜」  | 宮沢和史             | 宮沢和史   | 重実徹           | 5:11  |
| 9.        | 「名前のない空を見上げて」 | MISIA                | 玉置浩二   | 重実徹           | 5:14  |
| 10.       | 「Holy Hold Me」           | MISIA                | 久保田利伸 | 重実徹           | 5:40  |
| 合計時間: | 合計時間:                  | 合計時間:            | 合計時間:  | 合計時間:        | 49:41 |

## 楽曲解説
1. Let It Smile
トヨタ自動車「トヨタ・ウィッシュ」CMソング
2. 星空の片隅で
関西テレビ・フジテレビ系ドラマ『みんな昔は子供だった』主題歌。藤井も、翌年リリースしたアルバム『奇妙な果実』にてセルフカバーしている。
3. 冬のエトランジェ
東映配給映画『海猫』主題歌。TERU（GLAY）がバッキング・ボーカルとして参加している。
後に、GLAYもライブで事実上のセルフ・カバーをしており、その模様が41枚目のシングル「I am xxx」のカップリングとして収録されている。
4. Mama Says
5. 君だけがいない世界
6. Birthday Cake
7. 虹のラララ
花王「ビオレ」CMソング。玉置もアルバム『PRESENT』（2006年）にてセルフカバーしている。
8. 風のない朝 星のない夜
9. 名前のない空を見上げて

14thシングル
10. Holy Hold Me

## 演奏
- MISIA
  - Vocal
  - Background Vocals (#1.5.7.10)
  - 口笛 (#6)
- 久保田利伸：Background Vocals (#1.10)
- 重実徹
  - Computer Manipulation (#1.10)
  - Piano (#1-9)
- 鈴木健治
  - Guitar
  - Computer Manipulation (#2.4)
- 青山純
  - Drums (#1-7)
  - Percussions (#8)
- 鈴木明男
  - Flute (#1.5.8)
  - Sax (#2)
  - Brass Arrangement (#2)
- 種子田健：Bass (#2.3.5-9)
- 佐々木久美：Organ (#2.10)
- Pecker：Percussions (#2.5.6.7)
- 藤井尚之：Sax Solo (#2)
- エリック宮城：Flugelhorn (#2)
- 西村浩二：Flugelhorn (#2)
- 中川英二郎：Trombone (#2.5)
- Royal Mirrorball Orchestra：Strings (#3)
- 弦一徹：Concert Master (#3)
- TERU (GLAY)：Background Vocals (#3)
- 佐々木史郎：Flugelhorn (#5)
- 弦一徹ストリングス：Strings (#8.9)
- 則竹裕之：Drums (#9)
- 玉置浩二：Background Vocals (#9)